# Sändebud
Sändebud är en person som har till uppgift att föra ett bud (det vill säga ett meddelande om en viss inträffad händelse) från en person till en annan, såsom kurir, eller annars en person i politiskt uppdrag att som ombud och med fullmakt företräda sin uppdragsgivare (diplomat). Ett sändebud kan också kallas "utsänd".
Historiskt sett förekom sändebud i antikens Grekland, Orienten med flera länder. Därav kommer ordet apostel, av grekiskans apóstolos.
Numera används ordet i huvudsakligen historiska sammanhang, men ordet avser dock i modernt språkbruk en chef för en diplomatisk beskickning, numera vanligen med titeln och rangen ambassadör vilken som regel har stationerats i utlandet för att företräda sitt land politiskt. Vatikanstatens sändebud kallas apostolisk nuntie.